# Volver
Volver er en spansk dramedy-film fra 2006 skrevet og instrueret af Pedro Almodóvar. I filmen medvirker blandt andre Penélope Cruz, Carmen Maura og Lola Dueñas.
Filmen omhandler en eccentrisk familie af kviner fra en vindblæst område syd for Madrid. Cruz spiller hovedrollen som Raimunda, en arbejder-kvinder, der må gå meget igennem for ats beskytte hendes 14-årige datter Paula. Da familiens krise er på sit højeste, vender hendes mor, Irene, tilbage fra de døde for at samle de løse ender ...